# Kiskőrös
Kiskőrös es una ciudad en Bács-Kiskun, Hungría. Kiskőrös está situado entre los ríos Danubio y Tisza, a unos 10 km al sur de Budapest.

## Geografía
Kiskőrös es la sexta ciudad más grande del condado de Bács-Kiskun por población. Se encuentra en el centro del condado, 22 kilómetros (14 mi) al este del río Danubio y 110 km (68 mi) al sur de Budapest. Aproximadamente 2-3 km (1-2 mi) al norte de la ciudad se encuentra la reserva natural del bosque de Szücsi (desde 1974), parte del parque nacional de Kiskunság. La flora incluye cerca de 300 especies de plantas protegidas, una de ellas una especie especial de orquídea, que florece aquí en abril. Además, hay 98 especies de aves registradas y protegidas. Muchos de ellos son pájaros cantores que conviven con aves rapaces como cernícalos, gavilanes y alcotanes.

### Clima
Kiskőrös tiene un clima continental combinado con una gran cantidad de luz solar al año. Las horas de luz solar anuales superan las 2.000 horas.

## Historia

### Prehistoria e Historia Antigua
Kiskőrös ha estado poblada desde la Edad de Piedra. En la primera mitad del segundo milenio a. C. estuvo poblada por la cultura Vatya que se desarrolló alrededor del área central de la cuenca del Danubio entre 2000 y 1500/1400 a. C. En 2016, los arqueólogos desenterraron 161 objetos de metal (11 de ellos de oro) en las cercanías de Kiskőrös, lo que representa el mayor hallazgo de la Edad del Bronce Medio (tanto en cantidad como en calidad) en la zona entre el Danubio y el Tisza (en húngaro: Duna-Tisza köze). Además de joyas de bronce y oro, se encontraron dagas, lanzas, hachas y herramientas de orfebrería.
También se han encontrado monedas celtas de finales de la Edad del Hierro (siglo IV a. C.). En el siglo I Transdanubia (es decir, Panonia) fue invadida por los romanos y su población huyó y se instaló en la zona. La evidencia arqueológica sugiere que los escitas-sármatas se establecieron aquí a lo largo de la región fronteriza, para proteger a los "limes", que continuaron presentes hasta el siglo V d. C. Hasta ahora se han descubierto siete cementerios sármatas dentro del perímetro de Kiskőrös. En las tumbas de un cementerio jazig-sármata se encontró un collar de perlas engastadas en oro y otras raras joyas pulidas. En la década de 1930 se descubrieron cinco aldeas ávaras y siete cementerios. Los hallazgos arqueológicos sugieren fuertemente una fuerte conexión entre los sármatas que vivían en la zona y las provincias romanas. Sólo se han encontrado unas pocas reliquias del periodo huno (420-454).
Hasta ahora se han excavado nueve cementerios Avar. Sus características hebillas de metal con adorno de grifo son sorprendentemente similares a las que se encuentran en el Cáucaso y a lo largo del río Volga. El hallazgo más bello de todos, un collar de 5 colgantes ovalados de almandino engastados en oro y 6 colgantes de oro, fue descubierto en la tumba de un príncipe.

### Historia post-romana
Los primeros documentos escritos que mencionan a Kiskőrös datan de 1277, emitidos por el "Kuman" László IV y denominados "Keurus". En 1433 Kőrös era una ciudad independiente. La vida pacífica de la ciudad llegó a su fin en el siglo XVI cuando el ejército turco ocupó la región. El 11 de abril de 1529 Mihály Pósa escribió una carta advirtiendo al obispo de Kalocsa sobre los ataques de los turcos. Informó al obispo que Kiskőrös fue devastada por los turcos el 8 de abril, junto con otros asentamientos de la zona. La ciudad dejó de existir durante la ocupación y se la conoce como "puszta" (del latín desertum).
En 1702 hay documentos que demuestran que la zona no estaba totalmente deshabitada. El renacimiento de Kiskőrös es obra de Wattay  </link> familia. Por su contribución a la derrota de los turcos, Leopoldo I le dio a la familia la tierra y las áreas circundantes. El 19 de mayo de 1718, 700 agricultores eslovacos se trasladaron a Kiskőrös. En 1785 la población alcanzó los 5.000 habitantes. El 1 de enero de 1823 nació Sándor Petőfi en Kiskőrös.
En el siglo XX, Hungría perdió ambas guerras mundiales y durante los años de la Gran Depresión la economía del pueblo sufrió enormemente. Kiskőrös fue ocupada por el ejército soviético en 1944. Después de la Segunda Guerra Mundial, la mayor parte de los ingresos de la ciudad provenían de la agricultura (producción de vino y frutas). En la década de 1950, durante las perforaciones en busca de petróleo, se obtuvo agua termal medicinal salina, yodado-bromoso de 56 Se encontró la temperatura de °C, que formó la base del popular baño termal y piscina.  Kiskőrös comenzó a desarrollarse rápidamente en la década de 1970 y se construyeron instituciones de infraestructura, educación, atención sanitaria y bienestar. Kiskőrös recuperó el estatus de ciudad en 1973.

## Economía
La mayor parte de la economía la sustenta el sector servicios (empresas familiares) y la agricultura (relacionada principalmente con la viticultura y la fruta).
Vino

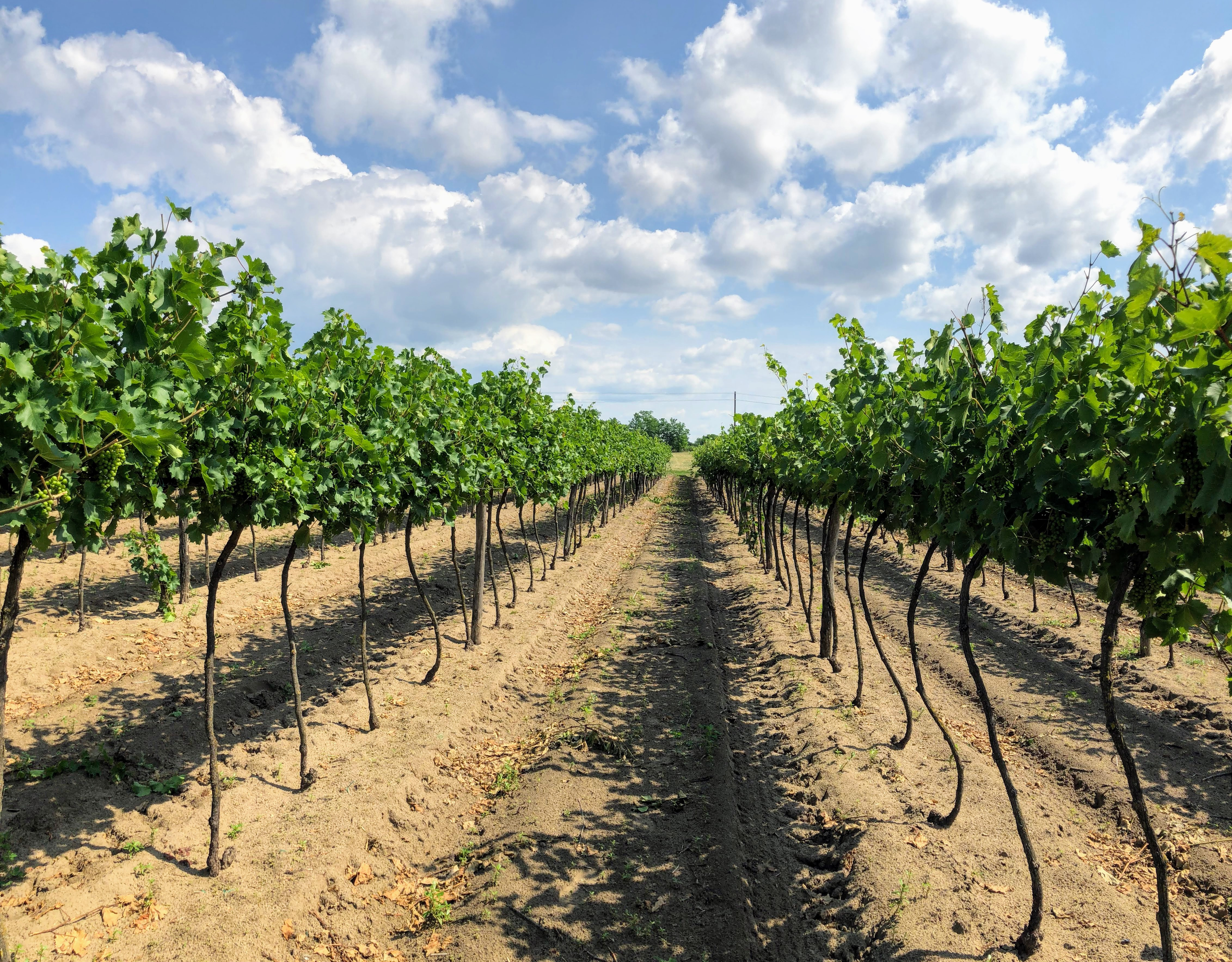
Viñedo en Kiskőrös

Kiskőrös está situado en el centro de la región productora de vino más grande de Hungría, "Kunsági borvidék", y su historia está íntimamente ligada a la elaboración del vino. El suelo arenoso y las altas horas de sol proporcionan las condiciones perfectas para la uva. La viticultura en Kiskőrös se menciona por primera vez en documentos escritos del siglo XIII. Desde hace más de 200 años existe una profunda tradición en la producción de uva y elaboración de vino en esta región. Como tal, un gran porcentaje de la fuerza laboral de la ciudad se ha dedicado a la industria de la uva y el vino. Kiskőrös es conocida por su cultivo y elaboración de vino, y su población local tiene fuertes vínculos con este sector. La elaboración de vino en la ciudad ha sido más o menos un negocio familiar y la elaboración de vino familiar multigeneracional ha sido una parte importante de la cultura local y la identidad propia, así como una parte definitoria de la tradición familiar en muchas familias locales. Las uvas tradicionales más conocidas son: „ Kövidinka ” – “ Ezerjó ” – "Sárfehér ", "Bianca" y " Kadarka ".

## Demografía
Kiskőrös tenía 15.348 habitantes en 2001. La población es homogénea con mayoría húngara. (95,8% magiares, 3,1% eslovacos, 1,4% romaníes, 0,7% alemanes, etc.). La distribución de las religiones fue: 46,4% luterana, 27,5% católica romana, 4,5% calvinista, etc.).

## Personalidades destacadas
- Sándor Petőfi (1823-1849), poeta nacional húngaro y revolucionario liberal.[9]
- Jenő Lasztovicza (1961–2015), ingeniero hortícola, político y miembro de la Asamblea Nacional húngaro.
- Melinda Vincze (nacida en 1983), ex balonmano húngara

## Edificios y estructuras
El museo en el lugar natal de Sandor Petőfi es uno de los museos más frecuentados de Kiskőrös. Es un museo desde 1880. La oficina del alcalde de la ciudad de Kiskőrös se construyó en 1893. Al este de Kiskőrös hay 150 metros (492,1 pies)Torre de hormigón de  de altura utilizada para transmisiones de radio FM y televisión.

## Ciudades hermanas
Kiskőrös está hermanada con: 
- Krimpen aan den IJssel, Países Bajos
- Lapua, Finlandia
- Liptovský Mikuláš, Eslovaquia
- Marghita, Rumania
- Nesvady, Eslovaquia
- Stadtlengsfeld (Dermbach), Alemania
- Tarnów, Polonia
- Zhenjiang, China

## Galería

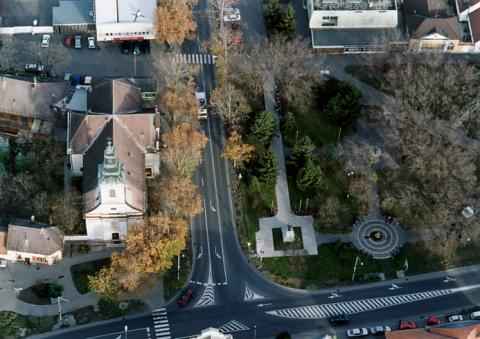
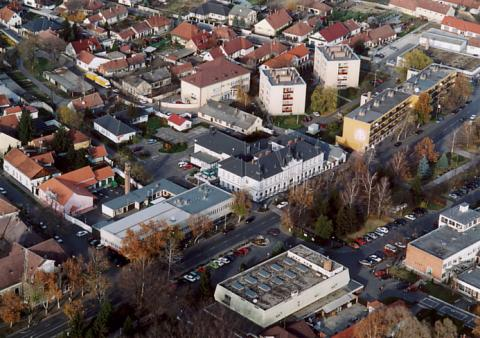